# Украина (гостиница, Луганск)
(памятник градостроительства и архитектуры местного значения, охранный номер 140092)
Гостиница «Украина» (проектное название «Москва», до 1991 года «Октябрь») — 6-этажный единственный четырёхзвездочный отель в Луганске. Расположена по адресу: ул. Пушкина, 3. Гостиница имеет 173 номера. Объём здания: 50 тыс. м³. Гостиница построена по проекту выдающегося архитектора И. Ю. Каракиса, обвиненного вскоре после постройки в украинском национализме, а через некоторое время — в космополитизме.

## История здания
Изначально, в сороковых годах XX века, на месте будущей гостиницы был пустырь. На пустыре были несколько одно-двухэтажных домов, разрушенных нацистами в феврале 1943 года. Гостиницу начали строить в 1944 году. В 1947 строительство было окончено, а в 1952 году она приняла первых посетителей. Изначально и во время строительства название проекта было «Москва», однако из-за того, что открытие состоялось накануне праздника Великого Октября, в последний момент было принято решение назвать её «Октябрь». Для того, чтобы гостиницу каким-то образом связать с регионом, ресторан на первом этаже гостиницы назвали «Украина».
Все архитектурные и строительные идеи, а также художественное оформление было выполнено архитектором Каракисом.

### Описание здания
Фасад здания украшает «мозаичный ковёр», а также вертикальные треугольные пилястры из белого силикатного кирпича. Пилястры поднимаются на все пять этажей, подобно кружевам окутывают здание гостиницы и эффектно контрастируют с красной стеной. Известно, что Каракис долгое время проводил специальную лабораторную работу для возможности на долгие годы сохранить прочность этого кирпича.
Орнамент автора как бы преобразовывает плоскость стены в ковёр, выдержанный в тех художественных традициях, которые автор наблюдал в далёком детстве на Подолье. При работе над проектом гостиницы автором изучались архитектурные формы ансамбля летней резиденции императрицы Екатерины II в Царицыно — яркого примера московской псевдоготики.
Орнамент создан по всем правилам тектонической организации — орнаментального выражения «давления» нагрузки сверху вниз. На «короне» фасада здания — пятиконечная стилизованная кирпичная звезда с часами, а по бокам — силуэты башенок. Некоторые элементы схожи со стилем Кремлёвской стены (так как гостиница проектировалась и строилась как гостиница «Москва»). В. В. Чепелик отмечал, что созданный Каракисом орнамент преобразовывает плоскость стены в ковёр, выдержанный в тех художественных традициях, которые автор наблюдал в далёком детстве на Подолье. В этом узоре также прослеживается развитие орнаментальных традиций украинского модерна. Сразу же во время строительства в гостинице, занимающей пять этажей, были практически все номера телефонизированными, что по тем временам считалось большим сервисом. Изначально по замыслу зодчего за гостиницей планировался благоустроенный дворик и парковый сквер, однако к концу строительства комплекса в связи с изменением обстоятельств убранство внутреннего двора сделать не получилось.
В настоящее время уникальная гостиница приходит в полный упадок. По словам директора музея истории и культуры города Луганска Ольги Васильевны Приколотой в интервью, напечатанном в журнале, данное прекрасное здание стало настоящей визитной карточкой города Луганска.

### Обвинение автора в украинском национализме
В 1950 году П. Ф. Алёшин (Член Президиума и вице—президент Академии архитектуры УССР), выступая в Академии, отозвался о Каракисе: «Человек он одаренный», а через год, в сентябре 1951 г., в актовом зале КИСИ состоялось очередное собрание с привычной для того времени идеологической «чисткой». В том году добрались и до архитекторов — в КИСИ ими оказались член-корреспондент Академии архитектуры УССР, профессор Яков Штейнберг и доцент Каракис. За недавно построенную гостиницу «Октябрь» (ныне «Украина») Иосиф Юльевич был обвинён в украинском национализме, а через некоторое время — в космополитизме, архитектурным вариантом которого выступает конструктивизм. Так же автору поставили в вину здание на Георгиевском переулке, 2, в г. Киеве (изначально с башенкой) которое лидер польской коммунистической партии принял за церковь. Штейнберг вынужден был «покаяться», Каракис вместо требовавшегося покаяния сказал только, что жил и работал по совести. Штейнберга оставили, а Каракиса через семестр уволили.

Академик архитектуры В. И. Ежов вспоминает, что в одну из встреч на Русановских садах, когда они с Каракисом заговорили о позорном судилище, Каракис ответил: 
А ведь могло быть значительно хуже. Готовили Колыму. Я отделался лёгким испугом.И. Каракис (из книги В. И. Ежов. Полвека глазами архитектора. К., 2001 — с. 174.)

## Галерея

Гостиница «Украина», фрагмент левого и центрального крыла. Всего в гостинице три крыла, центральное и по одному с каждой стороны

Фрагмент левого и центрального крыла
Фрагмент правого крыла
Вид со двора
Часы на гостинице
Правое крыло
Вид сверху